# 安達巌
安達 巌（あだち いわお, 1939年10月 - 2006年9月5日）は、大阪府出身の画家。
1948年に雀のひなを飼うために捕まえようと変電所の鉄塔に登ったところ、誤ってつかんだ高圧電線により感電し両手を失うことになった。
翌1949年、母の死亡を経験する。12歳の1951年に始めて筆をくわえて絵を描いた。
世界身体障害芸術家協会、口と足で描く芸術家協会などの会員となり、インターナショナルハンディキャップアーティスト展では1983年、1986年に2回世界一に輝いており、1996年にはクリスマス絵画展部門で世界一となった。
1964年には東京パラリンピックに出場し、競泳50m平泳ぎで金メダル、陸上競技の100mと立ち幅跳びでも銅メダルをそれぞれ獲得した。
2006年9月5日、脳内出血により死去。